# 문광 (승려)
문광(文光, 1971년 ~ )은 대한민국에서 활동하는 대한불교조계종 소속의 승려이다. 승려 탄허에 대한 연구로 박사학위를 받았다. 2024년 2월 16일 현재, 동국대 불교문화연구원 HK연구교수로, 2023년에 2급 승가고시에 합격했다.

## 생애
- 1971년 대구에서 탄생
- 각안스님을 은사로 출가
- 2002년 : 사미계
- 2008년 : 구족계

## 학력
- 연세대 중문학과 학사, 석사
- 동국대 불교학과 학사
- 한국학중앙연구원 한국학대학원 박사